# Julius Skutnabb
Julius Skutnabb (n. 12 iunie 1889, Helsingfors, Imperiul Rus – d. 26 februarie 1965, Helsingfors, Finlanda) a fost un patinator de viteză ce a reprezentat Finlanda, medaliat olimpic. A participat la 2 ediții ale Jocurilor Olimpice (1924, 1928) în care a câștigat o medalie de aur, două medalii de argint și o medalie de bronz.